# Xanthorhoe latigrisea
Xanthorhoe latigrisea är en fjärilsart som beskrevs av W. Warren 1897. Xanthorhoe latigrisea ingår i släktet Xanthorhoe och familjen mätare. Inga underarter finns listade i Catalogue of Life.